# Dělostřelecký granát
1. dnový zapalovač se stopovkou
2. dnový šroub
3. vodící kroužek
4. trhavina
5. penetrátor (tělo granátu)
6. Makarovova čepice
7. balistická čepička (kukla)

Německý 7,5 cm Pzgr. 1939 pro kanón 7,5 cm KwK 40:

Dělostřelecký granát je typ střeliva – kovové těleso, které je, oproti dělové kouli, naplněno nějakým typem explozivní látky nebo chemické látky. Obvykle bývají větší ráže a tím pádem používány dělostřelectvem, ve zbraních bojových vozidel (včetně tanků) a válečných lodí, např. bitevních. Jsou určeny ke střelbě na velké vzdálenosti, přičemž efektivně ničí živou sílu, techniku i budovy nepřítele. Dají se využít i na vytvoření kouřové clony, osvětlení terénu nebo k rozhazování propagačních letáků.
U dělostřelecké miny je z venku její zadní válcová část opatřena stabilizačními křidélky, před které se navlékají přídavné hnací náplně v počtu dle požadovaného dostřelu. Ve špici je namontován nárazový zapalovač. V zadní válcové části miny je uložena základní výmetná náplň.

## Ráže
Ráže dělostřeleckých granátů se různí. Nejmenší granáty mají jen 20 mm,[zdroj⁠?!] ale ty se používají jen málokdy,[zdroj⁠?!] protože v nich nemůže být hodně výbušniny a tím pádem nejsou tak účinné. Naopak dosud největší dělostřelecký granát měl kalibr 802 milimetrů. Střílelo ho německé železniční dělo Schwerer Gustav z druhé světové války. Dnes se však takové ráže nevyskytují – jejich účel přebraly balistické střely, rakety a letecké pumy. Dnes je nejčastější ráže dělostřeleckých granátů do 155 milimetrů.

## Typy
Existuje mnoho typů dělostřeleckých granátů. Nejdůležitější typy jsou:

### Tříštivý dělostřelecký granát
Tříštivý dělostřelecký granát je nejčastěji používaný granát. Skládá se z výbušniny, která je umístěna v předfragmentovaném ocelovém plášti nebo je tenký plášť naplněn střepinami (kuličky apod.), a rozbušky. Po aktivaci rozbušky výbušnina exploduje, přičemž roztrhá plášť na střepiny, které jsou následně velkou rychlostí rozmetány do okolí. Ty způsobí více škod než samotný výbuch. V závislosti na typu rozbušky může granát explodovat při dopadu na povrch, před dopadem na povrch nebo nějaký čas po dopadu, což zabrání velkému rozptylu střepin a může zasáhnout i skryté objekty. Tento typ dělostřeleckých granátů je nejefektivnější proti živé síle nepřítele.

### Tříštivo-trhavé střely
Jsou určeny k ničení lehce pancéřovaných cílů, vozidel a pěchoty. Skládají se z kovového obalu a náplně tvořené výbušninou. Cíl ničí buď výbuchem granátu (trhavým účinkem) nebo střepinami (tříštivý účinek), podle nastavení zapalovače (zpoždění na zapalovači).
- HE (High Explosive) – Tříštivo-trhavá střela – Tříštivo-trhavá střela s kovovým pláštěm a náplní výbušniny. Určena pro palbu na lehce pancéřované nebo nepancéřované cíle

- HE-FS (High Explosive – Fin Stabilised) – Tříštivo-trhavá střela stabilizovaná křidélky

- HEI (High Explosive – Incendiary) – Tříštivo-trhavá zápalná střela

- HESH (High Explosive – Squash Head) – Tříštivo-trhavá střela s výtržným účinkem – Střela vyvolávající po nárazu do pancíře rázové vlny a prostřednictvím oddělených úlomků vnitřní strany pancíře ničící živou sílu

- HEP (High Explosive – Plastic) – viz HESH

### Průbojný dělostřelecký granát
Průbojný dělostřelecký granát je určen k ničení obrněných vozidel protivníka. Jádro střely, které je zhotoveno z tvrdého kovu (ocel) svou kinetickou energií proráží pancíř. Nutnost vysoké úsťové rychlosti střely. Granát vždy obsahuje také malé množství výbušniny (jinak jde o střelu) ke zvýšení účinnosti, která exploduje až po proniknutí pancířem.
- AP (Armour Piercing) – Protipancéřová střela – Průbojná protitanková střela s pevným jádrem, někdy s malou náloží výbušniny

- APBC (Armour Piercing – Ballistic Cap) – Protipancéřová střela s balistickou kuklou – Průbojná střela s kuklou zlepšující aerodynamické charakteristiky. V průběhu druhé světové války standardní průbojná střela v armádě SSSR.

- APC (Armour Piercing – Capped) – Protipancéřová střela s představnou kuklou – Průbojná střela s představnou kuklou, která chrání špici jádra před destruktivními účinky

- APCBC (Armour Piercing – Capped – Ballistic Cap) – Protipancéřová střela s představnou balistickou kuklou – Průbojná střela APC s balistickou kuklou. V průběhu druhé světové války byla standardní průbojnou střelou armády USA, Německa a Velké Británie

- APHE (Armour Piercing – High Explosive) – Protipancéřová tříštivo-trhavá střela – Označení pro průbojnou protitankovou střelu s malou náloží výbušniny

- API-T (Armour Piercing – Incendiary – Tracer) – Protipancéřová zápalná střela se stopovkou

- APSE (Armour Piercing – Secondary Effect) – Protipancéřová střela s druhotným účinkem

### Průbojné podkaliberní střely

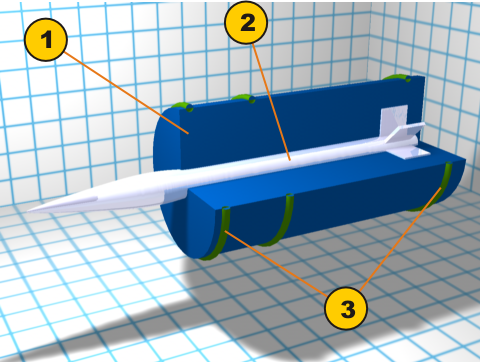
Podkaliberní střela

Používají k proražení pancíře vysoké kinetické energie jádra střely zhotoveného z vysoce tvrdého kovu (wolfram). Obal střely je zhotoven z lehkých materiálů a slouží k utěsnění hlavně při výstřelu a k stabilizaci střely.
- APCNR (Armour Piercing – Composite – Non Rigid) – Protipancéřová podkaliberní střela s netuhým pouzdrem – Průbojná podkaliberní střela s jádrem z tvrdého kovu a obalem z měkkého materiálu. Určena pro kanóny se zužujícím se průměrem hlavně

- APCR (Armour Piercing – Composite – Rigid) – Protipancéřová podkaliberní střela s tuhým pouzdrem – Průbojná podkaliberní střela s jádrem z tvrdého kovu (wolfram) a obalem z lehkých materiálů. Obal je za letu součástí střely. V USA pod názvem HVAP

- APDS (Armour Piercing – Discarding Sabot) – Protipancéřová podkaliberní střela s oddělitelnými vodicími prvky stabilizovaná rotací – Průbojná podkaliberní střela s jádrem z tvrdého kovu a obalem odpojitelným za letu

- APFSDS (Armour Piercing – Fin Stabilised – Discarding Sabot) – Protipancéřová podkaliberní střela s oddělitelnými vodicími prvky stabilizovaná křidélky

- HVAP (High Velocity – Armour Piercing) – Protipancéřová vysokorychlostní střela stabilizovaná rotací – Viz APCR

- HVAP-DS (High Velocity – Armour Piercing – Discarding Sabot) – Protipancéřová podkaliberní střela s oddělitelnými vodicími prvky stabilizovaná rotací

### Kumulativní střely(průpalné)

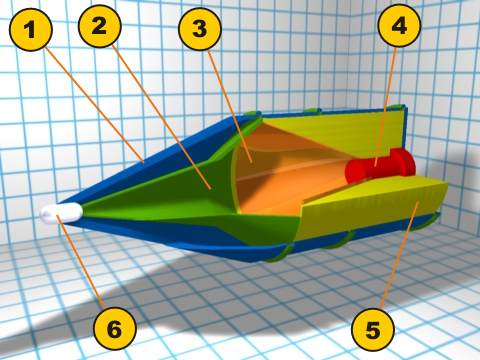
Kumulativní střela

Určeny k ničení tanků a obrněné techniky. Kumulativní bojové hlavice se skládají z kovového obalu a speciálně vytvarované náplně výbušniny. Explozivní účinek střely při výbuchu je usměrněn do tenkého paprsku, který způsobí propálení pancíře.
- HEAT (High Explosive – Anti-Tank) – Kumulativní protipancéřová střela

- HEAT-MP (High Explosive – Anti-Tank Multi-Purpose) – Kumulativní víceúčelová střela

- HEAT-FS (High Explosive – Anti-Tank – Fin Stabilised) – Kumulativní protipancéřová střela stabilizovaná křidélky

### Protipěchotní střely
Využívají většinou efektu šrapnelové munice.
- APERS-T (Anti-Personel – Tracer) – Protipěchotní střela se stopovkou

- HE-FRAG (High Explosive – Fragmentation) – Tříštivá střela

### Kazetový dělostřelecký granát
Kazetový dělostřelecký granát slouží k zasažení rozsáhlé oblasti. Uvnitř granátu se může ukrývat množství menších granátů, které se před dopadem rozptýlí. Zasažená oblast je tak podstatně větší než při použití tříštivého granátu. Kazetový granát se využívá i k rychlému zaminování rozsáhlých oblastí. Zejména z těchto důvodu bylo od používání tohoto typu munice upuštěno v roce 1997 dohodou o zákazu protipěchotních min v Ottawě.

### Chemický dělostřelecký granát
Chemický dělostřelecký granát obsahuje místo výbušnin chemickou látku, nejčastěji bojový plyn (v praxi se často jedná o menší nálož výbušniny a chemické látky). Ten se po dopadu na nepřátelské linie uvolní a zneškodní tak značnou část živé síly nepřítele. Tento typ munice je zakázán úmluvou o chemických zbraních a dalšími dohodami omezující použití chemických zbraní. Navíc dělostřelecké granáty nejsou pro malý vnitřní objem a velikou hmotnost efektivní v této roli (cca 40 kg těžký granát rozptýlí pouze 2 až 3 kg sarinu), místo toho se spíše používaly rakety s tenkými stěnami hlavic.

### Nesmrtící dělostřelecké granáty
Ne všechny typy dělostřeleckých granátů jsou určeny k zabíjení nebo ničení. Přesto nejsou zcela neškodné, kouřové nebo osvětlovací granáty mohou způsobit požár nebo popáleniny. Také samotné obaly granátů mohou při přímém zásahu usmrtit nebo zranit člověka nebo napáchat škody.

#### Kouřový dělostřelecký granát

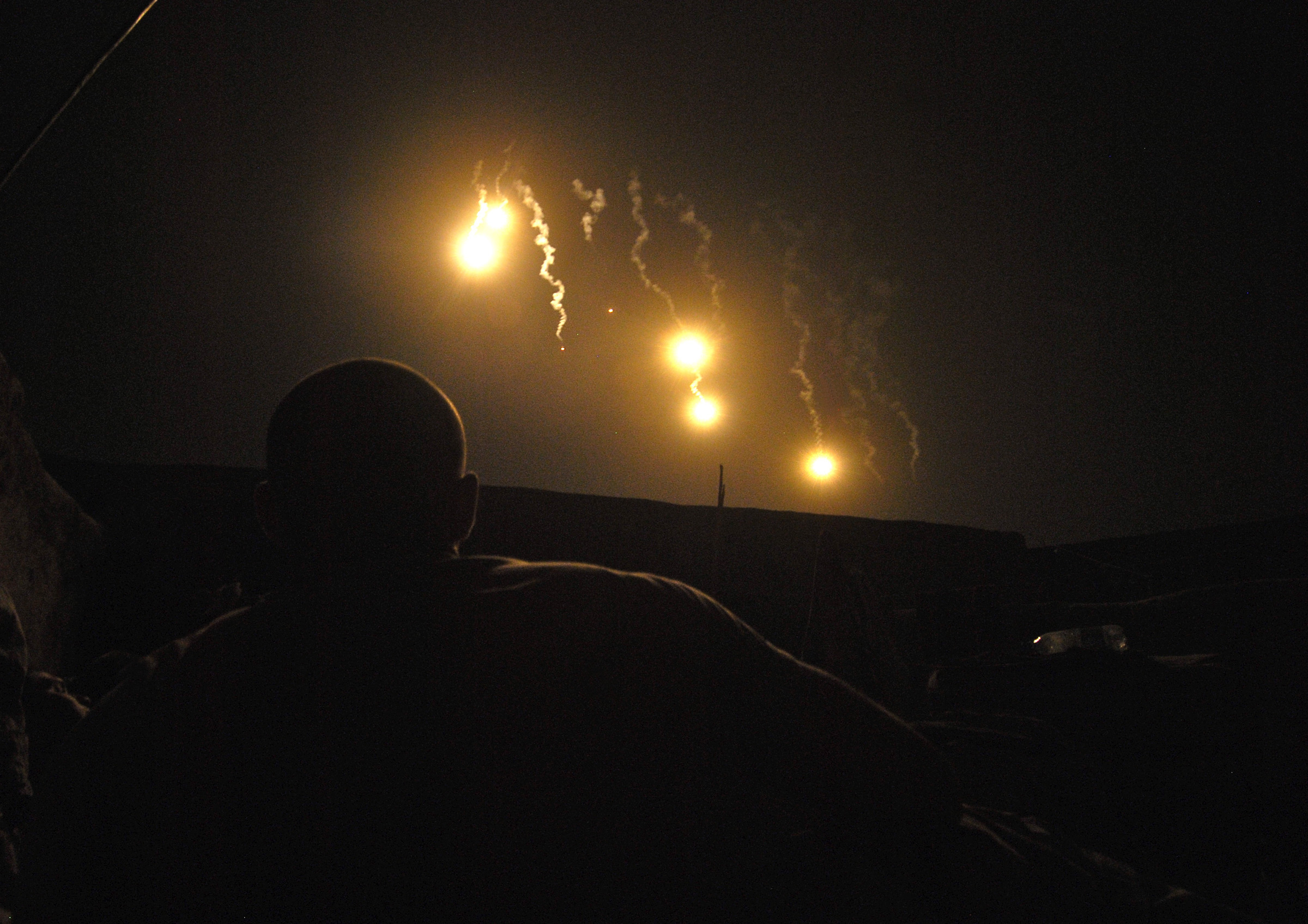
Osvětlovací granáty v akci během Operace Tora Arwa V v provincii Kandahár v Afghánistánu v roce 2009

Kouřový dělostřelecký granát slouží k vytvoření kouřové clony a tím pádem zakrytí vlastních jednotek nebo k dezorientaci nepřátelských jednotek. Do těchto granátů se často dává bílý fosfor, jehož použití u lidí způsobuje vážné popáleniny.

#### Osvětlovací dělostřelecký granát
Osvětlovací dělostřelecký granát slouží k osvětlení terénu. Skládá se z pláště, pod kterým je svítivá látka, rozbuška a padák. V nastavené výšce plášť odpadne, světlice se zapálí a díky padáku pomalu padá. Světlice emituje buď bílé, barevné nebo infračervené záření. Rozloha osvětleného terénu záleží od ráže a od výšky, v níž byla světlice zapálena.

#### Agitační dělostřelecký granát
Agitační dělostřelecký granát slouží k rozhazování propagačních materiálů, nejčastěji letáků za nepřátelskou linií. Granát je naplněn letáky, které ve výši rozmetá nějaký mechanismus, aby se letáky rozptýlily do větší oblasti.

## Naváděné dělostřelecké granáty
Naváděná nebo „inteligentní“ munice byla v posledních letech rozvíjena, ale ještě nenahradila neřízenou munici ve všech použitích. Kromě zvýšené přesnosti je u takovýchto granátů možné navolit téměř vertikální pád na cíl – a nikoliv šikmo, což zvyšuje množství střepin, které zasáhnou zemi a snižuje množství střepin vystřelených do vzduchu. Typický 155mm granát při šikmém dopadu na cíl v měkké půdě/blátě může mít smrtící zónu pouze kolem 200 m2, oproti tomu kolmý pád s odpalem ve vzduchu několik metrů nad zemí může mít smrtící zónu až kolem 1700 m2.
Představiteli jsou např. ukrajinský laserově naváděný 152mm granát Kvitnik, ruský laserově naváděný Krasnopol, americký GPS/INS/popř. laserově naváděný 155mm granát Excalibur, francouzský 155mm granát Katana či evropský podkaliberní 155mm granát Vulcano. Výhodou naváděných granátů je i to, že mohou zvolit výhodnější trajektorii letu a tak mají obvykle mírně delší dostřel než srovnatelné nenaváděné granáty. Extrémním případem je evropský 155mm granát Vulcano, který využívá podkaliberní řešení v kombinaci s výhodnější trajektorií letu a tak dokáže při vystřelení z běžné 52 rážové hlavně zasáhnout cíl až 70 km daleko – nevýhodou je ale o něco zmenšené množství nesené výbušniny (5 kg) v porovnání s normálním granátem (6 až 10 kg).
Dalším moderním řešením je kombinace klasického dělostřeleckého granátu s našroubovanou roznětkou s naváděním pomocí malých kontrolních ploch. Nevýhodou je menší přesnost oproti běžně naváděnému granátu (kolem 1–4 m oproti přibližně 15 m) a neprodloužení doletu granátu – oproti klasickému granátu. Velikou výhodou je nízká cena oproti běžnému naváděnému granátu (běžně kolem 15 000 $ vs 60 000 $) a možnost vyrábět veliké série. Typickým příkladem je americký PGK na 155 mm granáty, kterého bylo jen v roce 2022 dodáno 100 000 kusů. Dalším příkladem je francouzský kit SPACIDO, který koriguje rozdíly v úsťové rychlosti granátu (rozdílná úsťová rychlost je hlavní složkou nepřesnosti střelby) - méně přesný než s naváděním pomocí GPS, ale odolný vůči rušení signálu.

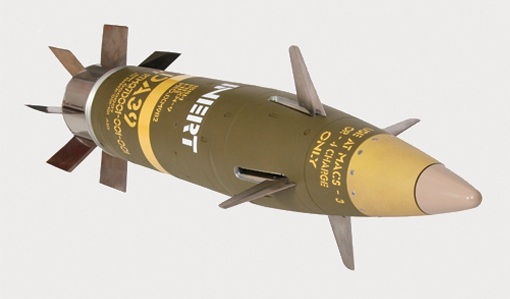
M982 Excalibur. Dělostřelecký granát naváděný GPS
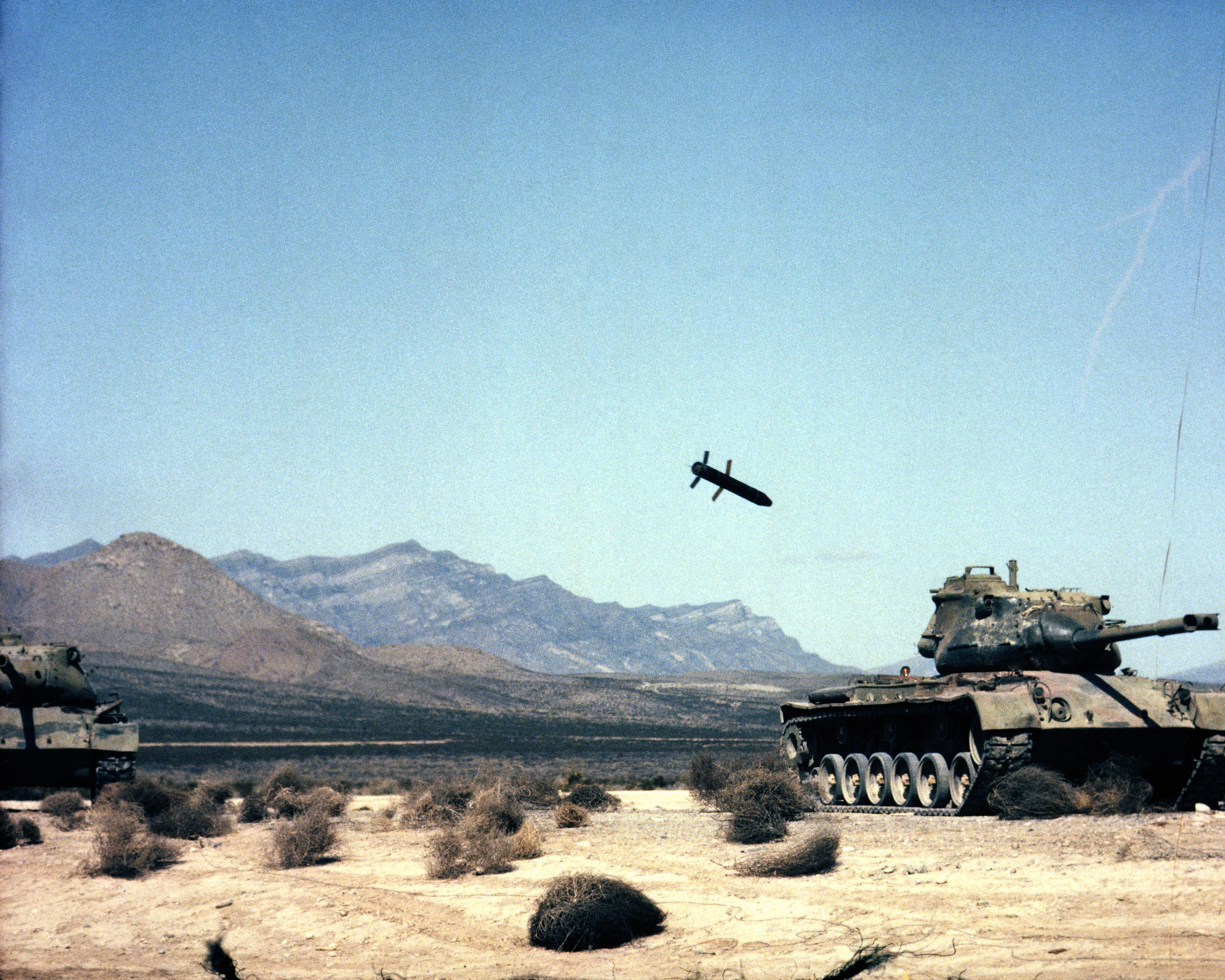
M712 Copperhead se přibližuje k cílovému tanku
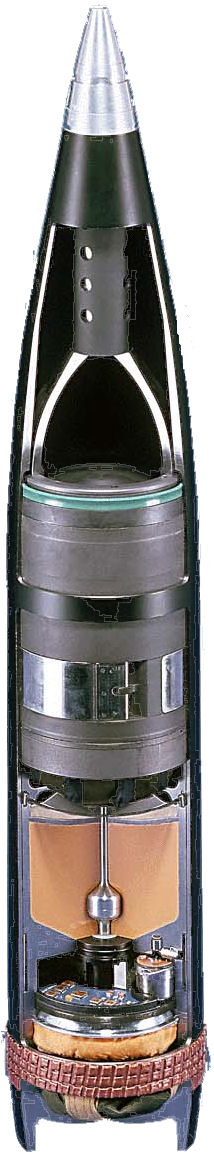
SMArt 155. Protitankový granát obsahující dva samostatné granáty: snímačem naváděný granát a granát „vystřel a zapomeň“ (angl. fire-and-forget)
Roznětka s naváděním PGK 155 mm